# NGC 5059
NGC 5059 is een spiraalvormig sterrenstelsel in het sterrenbeeld Maagd. Het hemelobject werd op 25 maart 1865 ontdekt door de Duitse astronoom Albert Marth.

## Synoniemen
- NGC 5059
- UGC 8344
- ZWG 44.50
- FGC 1589
- PGC 46244